# Villa Park (Kalifornia)
Villa Park – miasto w Stanach Zjednoczonych, w stanie Kalifornia, w hrabstwie Orange. Według spisu ludności przeprowadzonego przez United States Census Bureau, w roku 2010 miasto Villa Park miało 5 812 mieszkańców.